# Rathaus-Apotheke (Groß-Gerau)

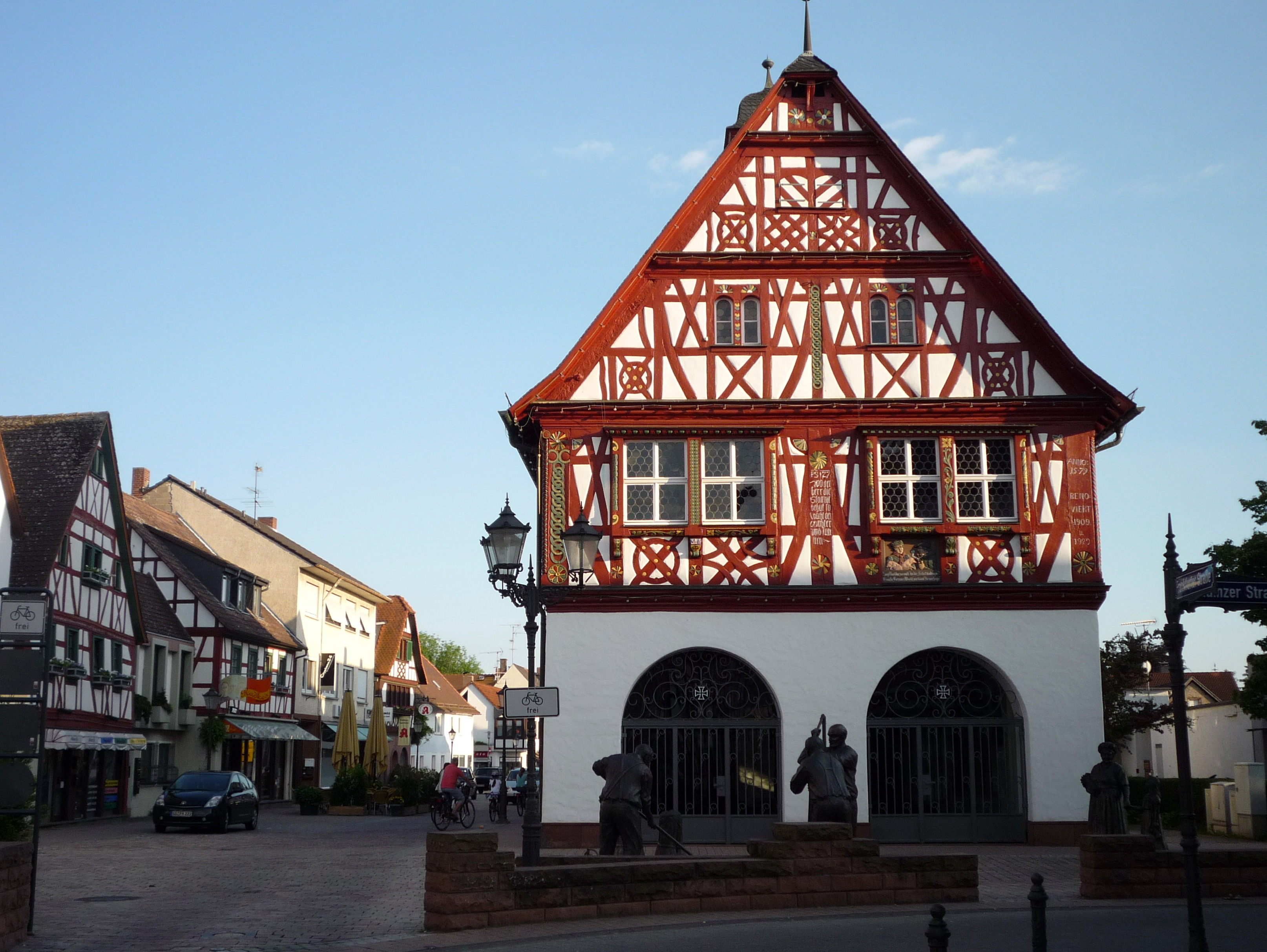
Das namensgebende Rathaus, hinten links die Rathaus-Apotheke

Die Rathaus-Apotheke in Groß-Gerau ist die älteste Apotheke in der Obergrafschaft der Landgrafschaft Hessen-Darmstadt außerhalb der Hauptstadt Darmstadt.
1701 erteilte der Landgraf Ernst Ludwig dem Apotheker Heinrich Block, einem Mönch aus Wesel, das Privileg eine Apotheke in Groß-Gerau zu betreiben. Allerdings fand er als „Ausländer“ keine Akzeptanz bei der Bevölkerung und musste sein Geschäft bald aufgeben. Auch ein Apotheker Grandhomme konnte sich bald darauf in Groß-Gerau nicht etablieren. Spätestens 1723 bestand aber dauerhaft eine Apotheke in der Stadt. Dokumentiert ist dies durch die Beurkundung der Heirat des Apothekers Johann Vietor mit Margaretha Magdalene Körner der Tochter eines Ratsmitgliedes.
Nach dem Todes Vietors am 9. Dezember 1732 heiratete die Witwe am 6. Oktober 1733 den Apotheker Johann Michael Dreyspring, der die Apotheke übernahm. Dessen Nachfolger Friedrich Wilhelm Bader starb am 19. November 1747 im Alter von 35 Jahren. Dessen Witwe heiratete am 4. Juni 1748 den Provisor der Apotheke Johann Christoph Kempf. Nach seinem Tod am 9. August 1760 übernahm sein Sohn Philipp Heinrich Kempf die Apotheke und leitete sie bis zu seinem Tode am 16. Mai 1800.
Sein Bruder Friedrich Jacob Kempf erbte die Apotheke und vermachte sie wiederum seiner Tochter Johanna Henriette, die am 31. Juli 1803 den Apotheker Friedrich Joseph Christoph Lauer aus Oppenheim heiratete. Nach dem Tod von Friedrich Jacob Kempf 1828 wurde er bis zu seinem Tod 1845 selbst Apotheker in Groß-Gerau. Sein Sohn Georg Philipp Lauer (* 8. Januar 1830) war 1845 noch minderjährig, so dass die Apotheke zunächst von einem Provisor verwaltet wurde. Von seiner Volljährigkeit bis zu seinem Tod 1864 blieb er Inhaber der Apotheke. Seine Witwe verkaufte die Apotheke 1864 für 96.000 Mark an den Apotheker Karl Hermann Rübsamen aus Grünberg. 1879 verkaufte diese die Apotheke weiter an Theodor Kühn (1838–1897), der vorher die Bären-Apotheke in Battenberg betrieben hatte. Der Kaufpreis betrug nun 126.000 Mark. Hintergrund war, dass es nur eine kleine Zahl von frei handelbaren Apothekenkonzessionen gab, die gewöhnlich für Preise von 6 bis 7 Bruttojahresumsätzen gehandelt wurde.
1901 übernahm der gleichnamige Sohn von Theodor Kühn die Apotheke, übertrug sie aber an seinen Bruder Ernst, der sie 1902 für 300.000 Goldmark an den Apotheker Gustav Reiz verkaufte. Dieser fiel 1915 im Ersten Weltkrieg. Die Witwe ließ die Apotheke durch Max Pfrang verwalten, der 1936 bis zu seinem Tod 1946 selbst Pächter war. Dessen Nachfolger für zwei Jahre war Apotheker Ernst Scriba und danach Ruldof Klopp, der die Apotheke 1950 von der Erbengemeinschaft Reitz kaufte. Nach seinem Tod am 16. April 1974 übernahm sein Sohn Thomas die Apotheke.